# Alva Blanchard Adams
Alva Blanchard Adams (Del Norte, 29 ottobre 1875 – Washington, 1º dicembre 1941) è stato un politico statunitense, senatore democratico per lo stato del Colorado in due mandati: dal 1923 al 1924 e dal 1933 al 1941.

## Biografia
Nato a Del Norte, Colorado si è diplomato alla Phillips Academy nel 1893, laureato alla Università di Yale nel 1896, e specializzato alla Columbia Law School nel 1899.
Fu membro della Massoneria.